# Tom Hooper
Thomas George "Tom" Hooper, född 5 oktober 1972 i London, är en brittisk regissör.
2011 belönades han med en Oscar i kategorin Bästa regi för filmen The King's Speech.

## Filmografi i urval
- 1997 – Byker Grove (TV-serie)
- 1998–2000 – EastEnders (TV-serie) (6 avsnitt)
- 1999 – Kalla fötter (TV-serie) (2 avsnitt)
- 2002 – Daniel Deronda (TV-serie)
- 2005 – Elizabeth I (TV-serie)
- 2008 – John Adams (TV-serie)
- 2009 – The Damned United
- 2010 – The King's Speech
- 2012 – Les Misérables
- 2015 – The Danish Girl
- 2019 – Cats